# دمیروتپه‌سی
دمیروتپه سی مربوط به دوره نوسنگی - عصر مس و سنگ - دوره اشکانیان است و در شهرستان گرمی، بخش مرکزی، دهستان اجارود شمالی، روستای هادی بیگلو واقع شده و این اثر در تاریخ ۱۲ شهریور ۱۳۸۶ با شمارهٔ ثبت ۱۹۳۹۸ به‌عنوان یکی از آثار ملی ایران به ثبت رسیده است.